# Smiljan
Smiljan è un insediamento di 417 abitanti del comune croato di Gospić, situato a circa sei chilometri a nord-ovest del capoluogo.
È noto per aver dato i natali, nel 1856, all'inventore e fisico Nikola Tesla.